# عزلة بني علي (حجة)

تعديل مصدري - تعديل

عزلة بني علي هي إحدى عزل مديرية حجة في محافظة حجة اليمنية ويبلغ تعداد سكانها 2433 نسمة حسب التعداد السكاني في اليمن لعام 2004.